# Gabarret

Gabarret este o comună în departamentul Landes din sud-vestul Franței. În 2009 avea o populație de 1.270 de locuitori.

## Evoluția populației
| An        | 1975  | 1982  | 1990  | 1999  | 2006  | 2009  |
| --------- | ----- | ----- | ----- | ----- | ----- | ----- |
| Populație | 1.403 | 1.381 | 1.335 | 1.296 | 1.208 | 1.270 |